# Slughorn
Das Slughorn (oder slug-horn; Aussprache: [slʌɡhɔːn]) ist ein fiktives Blasinstrument, das in mehreren illustren Werken der englischen Literatur genannt wird. Erstmals begegnet es 1710 in einer – sachlich falschen – etymologischen Glosse zu Gavin Douglas’ Eneados, einem Werk in mittelschottischer Sprache, in dem slughorne indes kein Horn bezeichnet, sondern eine altertümliche Lesart von slogan, „Kriegsgeschrei, Schlachtruf“, darstellt. Befördert wurde die Verbreitung dieser Fiktion vor allem durch die vorgeblich mittelalterlichen Rowley Poems des jungen Fälschers Thomas Chatterton (1752–1770).

## Im Werk Thomas Chattertons
Bekannt wurde das slughorn als auffälliges Detail der Rowley Poems, einer der berühmtesten Fälschungen der Literaturgeschichte. Dabei handelt es sich um eine Reihe von Gedichten in mittelenglischer oder vielmehr mittelenglisch anmutender Sprache, die der junge Dichter Thomas Chatterton um 1768–1769 unter Zuhilfenahme der Werke Geoffrey Chaucers sowie einiger Wörterbücher verfasste und als Werke eines spätmittelalterlichen Mönchs namens Thomas Rowley ausgab. In mehreren dieser Gedichte kommt ein slughorn zum Einsatz, „ein der Oboe ähnliches Musikinstrument“, wie Chatterton in einer eigenhändigen Herausgebernotiz erläutert („a musical instrument not unlike a hautboy“). Im Widerspruch zu dieser Darstellung legt der Kontext, in dem das Wort erscheint, vielmehr nahe, dass das slughorn eine Art Schlacht- oder Signalhorn sein mag: Im Trauerspiel Ælla, A Tragycal Enterlude, das von einer im 10. Jahrhundert geschlagenen Schlacht zwischen Dänen und Sachsen berichtet, ist es schon aus weiter Entfernung zu vernehmen („Botte kenn the dynne of slughornes from afarre“) und ertönt sowohl als Ruf zu den Waffen („Nowe to the warre lette all the slughornes sounde“) als auch zum Rückzug („Sounde the loude slughorne for a quicke forloyne“). In martialischer Funktion erscheint es auch im zweiten der beiden Battle of Hastings betitelten Gedichte über die Schlacht bei Hastings 1066 („So did the men of war at once advaunce […] Ne neede of slughornes to enrowse theyr minde“), und in The Tournament lässt der Herold das slughorn erschallen, um einen Gerichtskampf zu eröffnen („A Leegefull Challenge, Knyghtes and Champyons dygne / A leegefull Challenge, lette the Slughorne sounde“).

## Vor Chatterton

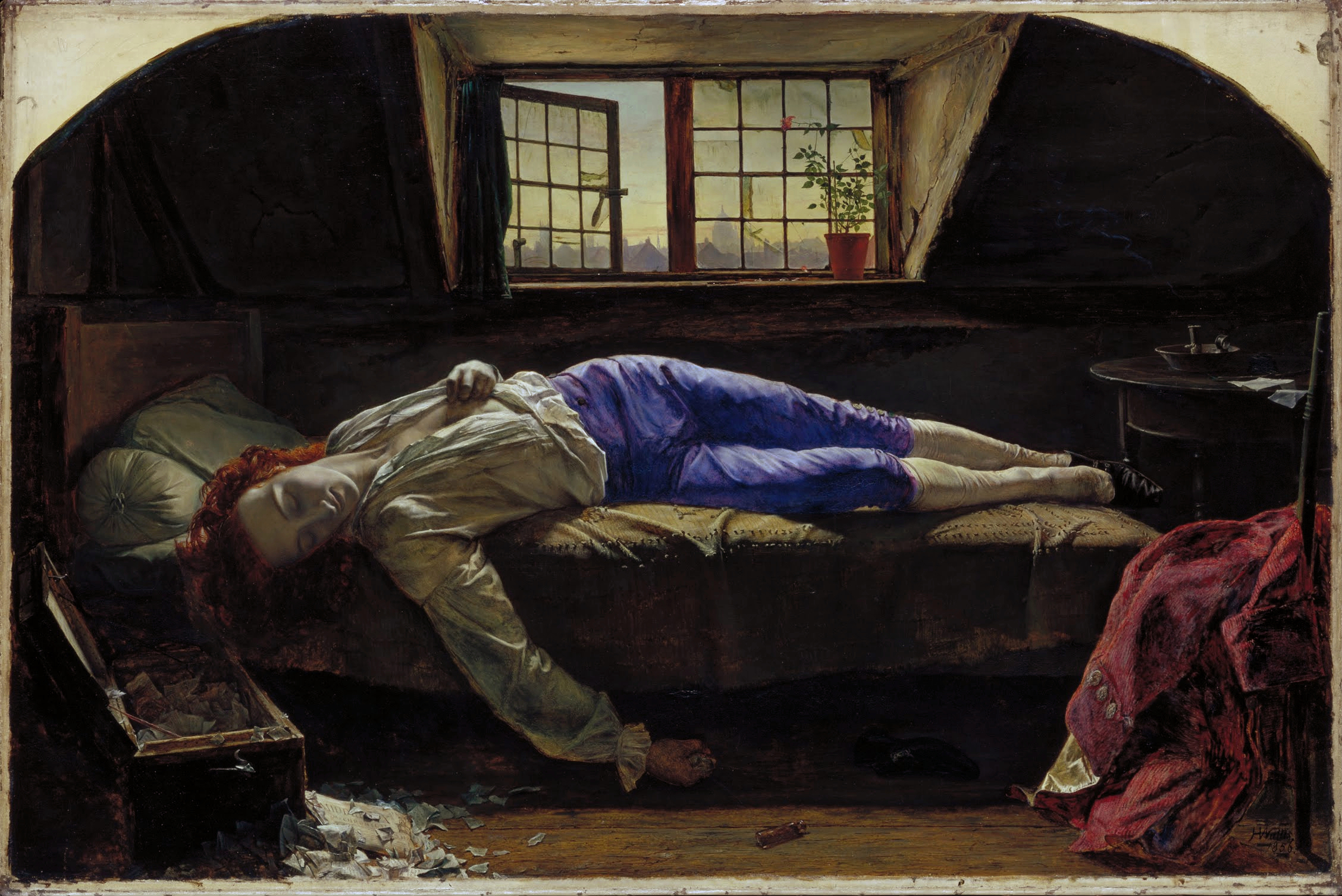
The Death of Chatterton
Gemälde von Henry Wallis, 1856 (Tate Britain, London).

Chatterton starb 1770 im Alter von nur siebzehn Jahren an einer wohl versehentlich, vielleicht aber in suizidaler Absicht applizierten Überdosis von Arsen (das er zur Behandlung der Syphilis einnahm) und Laudanum. In den folgenden Jahren wurden die Gedichte in seinem umfangreichen dichterischen Nachlass zumindest von einigen Gelehrten für authentische mittelalterliche Werke gehalten. So erschien 1777 unter der Herausgeberschaft des Chaucer-Spezialisten Thomas Tyrwhitt eine Gesamtausgabe der Gedichte mit textkritischem Apparat und Kommentar sowie einem Testimonial von Jeremiah Milles, und noch 1781 versuchte der Gelehrte Jacob Bryant in einer philologisch fundierten Studie ihre Echtheit nachzuweisen. Eine Frucht dieser fehlgeleiteten Anstrengungen ist die Erkenntnis, dass das slughorn keineswegs eine reine Erfindung Chattertons darstellt, wie Skeptiker behaupteten, denn Tyrwhitt gelang es, eine zumindest annähernd mittelalterliche Fundstelle für diese verdächtige Merkwürdigkeit ausfindig zu machen, die vor allem Bryant als schlagenden Beweis für die Echtheit der Gedichte anführte, letztlich aber nur den Schluss nahelegt, dass diese Quelle auch Chatterton bekannt gewesen sein dürfte.
Es handelt sich dabei um die Eneados, eine Übertragung der Aeneis ins Mittelschottische, die spätestens 1513 von Gavin Douglas, Bischof von Dunkeld, fertiggestellt wurde, erstmals 1555 im Druck erschien und in einer Neuausgabe von 1710 von dem Latinisten Thomas Ruddiman mit einem ausführlichen Glossar versehen wurde. Als Hapax legomenon findet sich slughorne hier im siebenten Buch in einer Paraphrase von Vergils Vers „classica iamque sonant, it bello tessera signum“ (7,637), den Douglas recht langatmig als „The draucht trumpet blawis the brag of were / The slughorne, ensenȝe, or the wache cry / Went for the batall all suld be reddy“ wiedergab. Slughorne, das in dieser Stelle das lateinische tessera, „Parole, Losung“ übersetzt, stellt eine altertümliche oder idiosynkratische Lesart desselben Wortes dar, das als „Slogan“ und in der Bedeutung „Wahlspruch, Werbespruch“ auch Eingang ins Englische und Deutsche gefunden hat, eigentlich aber die von Clan zu Clan unterschiedlichen Schlachtrufe der schottischen Kriegerverbände bezeichnete. Diese ursprüngliche Bedeutung gibt Ruddiman in seinem Glossar korrekt wieder, falsch ist hingegen seine Herleitung des Wortes (der sich später aber auch Tyrwhitt und Bryant anschlossen): Das Wort gehe auf einen nicht bezeugten altenglischen Kognaten zum deutschen „Schlachthorn“ zurück, das ein ebensolches cornu bellicum bezeichnete. Heute ist indes gesichert, dass slogan keineswegs zur Wortsippe um altenglisch slægan und slēan („schlagen“ bzw. „töten,“ vgl. neuenglisch slug, slog, slag, sledge, slay usw.) gehört, sondern vielmehr keltischen Ursprungs ist (entlehnt aus gälisch sluagh-ghairm, Kompositum aus sluagh, „Heer, Trupp“ und ghairm, „Ruf, Schrei“) – diese falsche Etymologie oder Verballhornung von slogan dürfte aber wohl der Ursprung des der Instrumentenkunde unbekannten slughorn sein, das Chatterton der englischen Literatur bescherte.

## Nach Chatterton

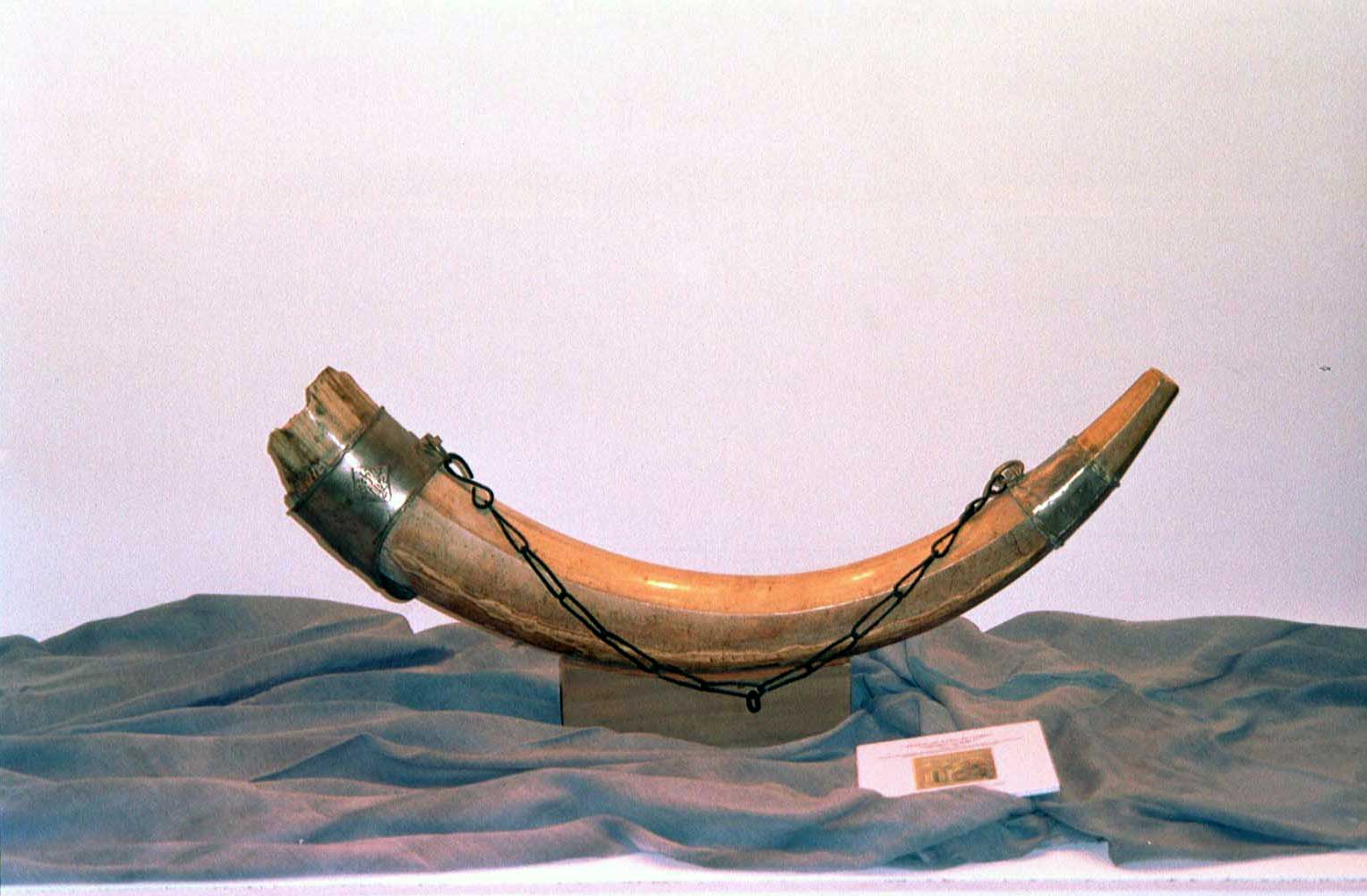
Das dem legendären Roland zugeschriebene Olifant im Museum der Kathedrale von Santiago de Compostela

Englische Dichter späterer Generationen verklärten Chatterton oft zum poète maudit schlechthin, mit besonderer Inbrunst taten sich dabei Samuel Taylor Coleridge, John Keats und später Oscar Wilde hervor. Robert Browning ehrte Chatterton nicht nur mit einem bedeutenden Essay (Essay on Chatterton, 1842), sondern auch mit einer prominent platzierten Anspielung in seinem heute wohl bekanntesten Gedicht, Childe Roland to the Dark Tower Came (1855), das die entsetzlichen Schrecken, Ängste und Zweifel schildert, die der Junker Roland auf seinem einsamen Weg zum „Finstren Turm“ durchzustehen hat. Das slughorn hat hier eine ähnlich gewichtige Bedeutung wie das „Olifant“ im altfranzösischen Rolandslied: Am Ende seiner Heldenreise – vielleicht auch seines Lebens, in jedem Fall des Gedichts – blickt Roland zurück auf all die Gefährten und Konkurrenten, die auf dem Weg zum Turm gescheitert oder gestorben sind oder sich noch immer am Aufstieg mühen, und setzt „furchtlos“ sein Slughorn an die Lippen, um zu verkünden: „Herr Roland kam zum Finstren Turm:“ – in Edmund Ruetes Übertragung ins Deutsche (Herr Roland kam zum finstern Turm, 1894) wurde an dieser Stelle aus dem slug-horn ein Hifthorn:
| | |

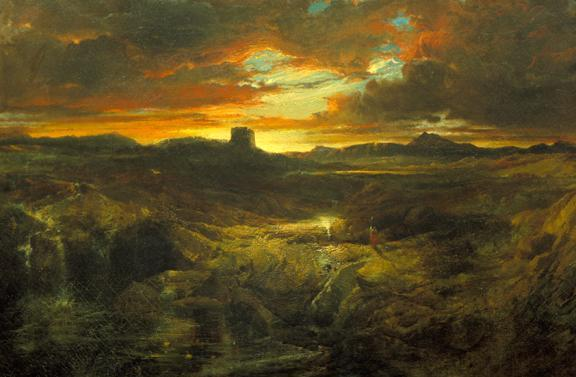
Childe Roland to the Dark Tower Came, Gemälde von Thomas Moran (1859)

| „There they stood, ranged along the hillsides, met To view the last of me, a living frame For one more picture! in a sheet of flame I saw them and I knew them all. And yet Dauntless the slug-horn to my lips I set, And blew «Childe Roland to the Dark Tower came.»“ | „Sie standen, bleiche Schemen, in der Runde, Des Endes harrend, starrend unverwandt Der Opfer jüngstes an. Im Flammenbrand Sah und erkannt’ ich all’ in dieser Stunde, Doch keck führt’ ich mein Hifthorn hin zum Munde Und blies: „Zum finstern Turm kam Herr Roland!"“ |

Seit 1912 ist das Wort auch im Oxford English Dictionary (OED) verzeichnet (hier erklärt als trumpet, also „Trompete“) und somit quasi offiziell Bestandteil des englischen Wortschatzes. In der jüngeren englischen Literatur ist das slughorn vornehmlich in der Fantasy-Literatur anzutreffen, so etwa in Terry Pratchetts „Scheibenwelt“-Roman Guards! Guards! (1989, dt. „Wachen! Wachen!“), wo es geblasen wird, um einen Drachen aus seiner Höhle zu locken. Sein Klang wird hier als dem einer Sturmglocke nicht unähnlich, aber tiefer, beschrieben, und ein Zuschauer kalauert in einem unübersetzbaren Wortspiel: „It must have been a bloody big slug“ („muss eine verdammt große Nacktschnecke gewesen sein“; englisch slug bedeutet unter anderem Nacktschnecke). Zu nennen sind ferner Joanne K. Rowlings Romane über den Zauberlehrling Harry Potter (7 Bände, 1997–2007): hier trägt einer der Hogwarts-Professoren für Zaubertränke den Namen Horace Slughorn.

## Vergleichbare Wörter
Ein vergleichbares Eigenleben hat das ebenfalls im OED verzeichnete warison entwickelt, mit dem Walter Scott in The Lay of the Last Minstrel (1805) zum Angriff blasen lässt: „Or straight they sound their warrison / And storm and spoil thy garrison“ (4. Gesang, Strophe XXIV). Auch dieses vermeintlich mittelalterliche, aber der Militärgeschichte gänzlich unbekannte Hornsignal geht auf ein Missverständnis zurück. Scott entlehnte das Wort wohl der schottischen Volksballade The Battle of Otterbourne, die sich in Thomas Percys Reliques of Ancient English Poetry (1765) findet und die im Jahr 1388 ausgetragene Schlacht von Otterburn zum Gegenstand hat. Hier begegnet es in der Verszeile „Mynstrells, playe up for your waryson“, bezeichnet aber keineswegs ein Kommandosignal oder -horn, wie Scott fälschlich annahm; vielmehr handelt es sich um eine obsolete etymologische Dublette des Wortes garrison („Garnison“) und bedeutet im Mittel- und Frühneuenglischen so viel wie „Hab und Gut, Schatz, Belohnung“, aber auch „Sicherheit, Schutz, Verteidigung“.